# Nick Frost
Nicholas John „Nick” Frost (ur. 28 marca 1972 w Londynie) – brytyjski aktor, komik i scenarzysta. Występował w serialu telewizyjnym Spaced oraz w filmie Wysyp żywych trupów, gdzie występował razem z Simonem Peggiem. Inne jego rozpoznawalne role to te w Hot Fuzz – Ostre psy oraz To już jest koniec – serial oraz wszystkie trzy filmy były reżyserowane przez przyjaciela obu komików – Edgara Wrighta.
W 2011 roku Frost i Pegg napisali wspólnie scenariusz oraz wystąpili w filmie Paul.